# الدوري العماني 1983–84
دوري المحترفين العماني 1983–84 هو موسم من دوري المحترفين العماني. فاز فيه نادي فنجاء.